# Šentprimož
Šentprimož (nemško St. Primus) je naselje v Občini Škocjan v Podjuni v Okraju Velikovec na Koroškem v Avstriji.